# Benoit Cori
Benoit Cori est un traileur français né le 5 juillet 1982 à Noyelles-sous-Lens. Il a notamment remporté deux fois la Saintélyon en 2013 et 2015 et deux fois la grande course du Festival des Templiers en 2014 et 2015. Pour sa première participation à une distance de plus de 100 km, il remporte l'UTPMA 2017 en passant sous la barrière des 12h.

## Résultats
| no  | masculin           | Course                           | Longueur | Départ            | Temps            |
| --- | ------------------ | -------------------------------- | -------- | ----------------- | ---------------- |
| 3e  | Médaille de bronze | 100 km de Millau                 | 100 km   | 28 septembre 2013 | 7 h 55 min 22 s  |
| 1er | Médaille d'or      | Saintélyon                       | 75 km    | 8 décembre 2013   | 5 h 32 min 30 s  |
| 1er | Médaille d'or      | La Grande Course des Templiers   | 73 km    | 26 octobre 2014   | 6 h 39 min 49 s  |
| 1er | Médaille d'or      | La Grande Course des Templiers   | 73 km    | 25 octobre 2015   | 6 h 44 min 10 s  |
| 1er | Médaille d'or      | Saintélyon                       | 72 km    | 6 décembre 2015   | 5 h 07 min 42 s  |
| 1er | Médaille d'or      | Ultra-Trail du Puy-Mary Aurillac | 105 km   | 17 juin 2017      | 11 h 58 min 02 s |
| 1er | Médaille d'or      | Éco-Trail de Paris Île-de-France | 80 km    | 16 mars 2019      | 5 h 46 min 24 s  |
| 3e  | Médaille de bronze | Grand Trail des Templiers        | 80,9 km  | 24 octobre 2021   | 6 h 44 min 55 s  |
| 6e  | 6e                 | Grand Trail des Templiers        | 80,4 km  | 20 octobre 2024   | 7 h 8 min 21 s   |